# Hexenturm (Treysa)

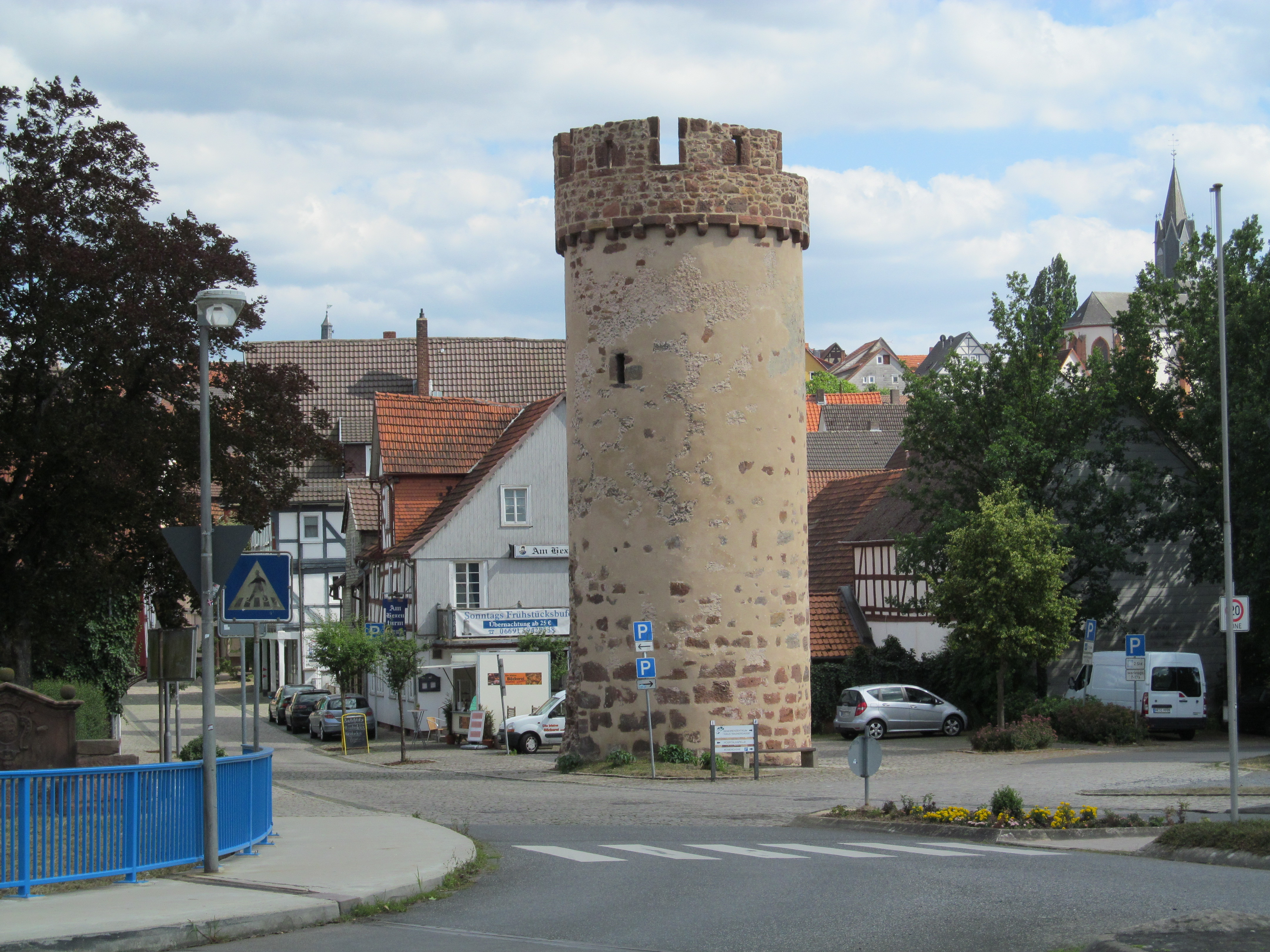
Hexenturm

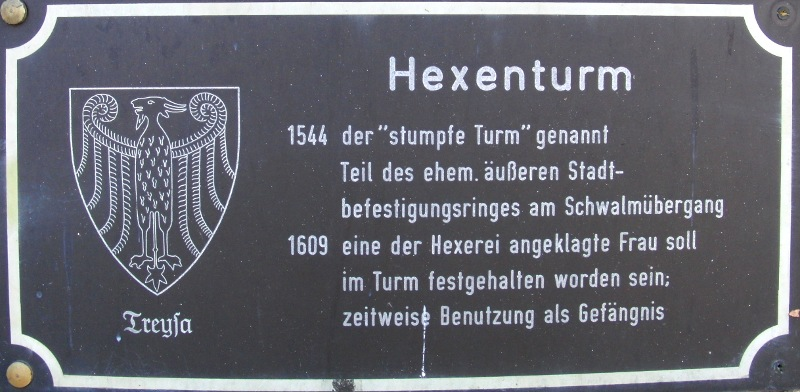
Hexenturm, Schild

Der Hexenturm in Treysa ist ein Rundturm und Teil der Stadtbefestigung.
Der sogenannte Hexenturm stammt aus dem 15. Jahrhundert. Er ist ein spätgotischer Rundturm mit äußerem Zugang zum Obergeschoss. Prägend ist seine auskragende Zinnenbekrönung. Er war Teil der Befestigung der Unterstadt. Er ist der einzige weitgehend erhaltene Rundturm der Stadt und umfasste einst vier Etagen. Er wurde im oberen Bereich zur Verteidigung des Stadttores und im unteren Bereich als Verlies genutzt. 1609 wurde eine der Hexerei angeklagte Frau im Turm gefangen gehalten. Aufgrund seiner geschichtlichen Bedeutung als Teil der mittelalterlichen Stadtbefestigung steht er als Kulturdenkmal unter Denkmalschutz. Sein heutiger Standort ist die Kreuzung Steingasse/Rosengasse.